# Амхарци
Амхарите са народ населяващ главно Етиопия, те са втора по големина етническа група, като съставляват 30,2% от населението на Етиопия.